# Ranchos Penitas West
Ranchos Penitas West – jednostka osadnicza w Stanach Zjednoczonych, w stanie Teksas, w hrabstwie Webb.